# Chemioterapia antineoplastica
La chemioterapia antineoplastica o antitumorale è il trattamento terapeutico che consiste nella somministrazione di sostanze chimiche allo scopo di eliminare le cellule tumorali e impedirne la proliferazione. Nel corso della terapia potrebbero essere eliminate anche quelle cellule sane caratterizzate da una veloce replicazione, caratteristica anche di quelle tumorali (come le cellule dei bulbi piliferi, del sangue, della mucosa gastrica).
I farmaci usati per inibire o combattere lo sviluppo dei tumori sono i farmaci antineoplastici o antiblastici, che nel sistema di classificazione anatomico terapeutico e chimico sono classificati come L01.
Di solito vengono somministrati più farmaci antineoplastici (polichemioterapia). Lo scopo principale di un regime polichemioterapico è evitare la selezione di una popolazione neoplastica resistente ai farmaci (resistenza). Inoltre l'effetto di una associazione di farmaci è in genere superiore (sinergismo) alla somma degli effetti dei singoli agenti utilizzati in monoterapia: questo consente di ottenere gli stessi risultati con un dosaggio più basso e conseguentemente con minori effetti tossici per l'organismo. Questo è particolarmente importante per farmaci che hanno, come gli antineoplastici, un basso indice terapeutico.

## Storia
La chemioterapia per la cura di neoplasie ebbe inizio negli anni quaranta del Novecento con il primo utilizzo di mostarde azotate e di farmaci antagonisti dell'acido folico.  In seguito vennero identificati altri composti: alcuni furono "progettati" razionalmente (per esempio il 5-fluorouracile); altri vennero scoperti studiando l'attività antiproliferativa di un numero elevatissimo di molecole. Negli ultimi anni, sono stati individuati molti composti dei quali è stato identificato (già al momento della loro individuazione o poco dopo) il bersaglio molecolare: le terapie con questi composti vengono definite "terapie a bersaglio molecolare" (target therapies).

## Farmacodinamica
Ai fini dell'efficacia dei farmaci antiblastici, dal punto di vista clinico sono importanti alcuni fattori:
- nel caso di una popolazione neoplastica omogenea, il successo della terapia con un agente che uccide in maniera esponenziale (vedi sotto) dipende dal numero di cellule della popolazione stessa;
- se la popolazione è eterogenea, il successo della terapia dipende dalla risposta della sottopopolazione resistente;
- il farmaco antineoplastico è efficace solamente se giunge in contatto con le cellule tumorali in concentrazioni adeguate e per un adeguato periodo di tempo.
- la presenza di una popolazione cellulare in grave ipossia rappresenta una limitazione per certe terapie mediche o radioterapiche perché tale popolazione è resistente al trattamento;

È possibile che cellule che presentano la mutazione della proteina p53 (la mutazione di P53 è molto frequente nei tumori) siano resistenti al trattamento in quanto incapaci di iniziare l'apoptosi (morte cellulare programmata). Molti dei farmaci utilizzati in terapia antiblastica, infatti, uccidono le cellule in quanto capaci di indurre l'apoptosi.

### La distruzione frazionata (log kill)
La distruzione cellulare da parte degli agenti antineoplastici segue una regola secondo la quale una determinata dose di farmaco uccide una frazione fissa  (non un numero fisso) di cellule.
La distruzione cellulare segue quindi un andamento esponenziale (log kill). Secondo il principio del log kill, la dose di farmaco capace di ridurre una popolazione di 1.000.000 di cellule a 10 ne riduce una di 100.000 a una sola. In pratica una dose fissa di un dato agente uccide una percentuale fissa di cellule (in entrambi i casi, il 99,999%).
Si ammette che un tumore, per essere clinicamente rilevabile, debba avere una cellularità di circa {\displaystyle 10^{9}}, corrispondente a circa 1 g di tessuto ed a 1 {\displaystyle cm^{3}} di volume; anche una terapia medica ottimale comporta una riduzione della cellularità della massa neoplastica variabile da 2 a 5 logaritmi. Quindi, risulta chiaro che un qualsiasi trattamento chemioterapico debba comprendere più cicli. Il concetto è ben esemplificato dal caso di alcune leucemie in cui ad una prima fase della terapia, detta di induzione, ne seguono altre due, dette di consolidamento e di mantenimento.
Da quanto detto sopra, secondo la legge del log kill nessuna terapia antineoplastica sarebbe potenzialmente in grado di eliminare la totalità delle cellule neoplastiche di un dato tumore. In realtà si assume che quando il numero di cellule è portato al di sotto di una certa soglia, intervengano altri meccanismi, come l'immunità, che sono in grado di assicurare il controllo della neoplasia.

## Classificazione
| Categoria                                | Farmaco |
| ---------------------------------------- | --- |
| Agenti alchilanti                        | - Mostarde azotate (ciclofosfamide, clorambucile, estramustina, bendamustina, prednimustina, ifosfamide, mecloretamina, melphalan, trofosfamide) - Sali metallici (cisplatino, carboplatino, oxaliplatino, satraplatino) - Nitrosuree (carmustina, lomustina, semustina, streptozocina, nimustina, tallimustina, fotemustina) - Alchil sulfunati (busulfano, treosulfano, mannosulfano) - Derivati dell'etilenimina (tiotepa, triazichinone) - Composti del triazene (dacarbazina, temozolomide) - Epossidi (etoglucide) - Altri (mitobronitolo, pipobromano, altretamina) |
| Antimetaboliti                           | - Analoghi del folato (metotrexato, pemetrexed, raltitrexed, trimetrexato, pralatrexato, plevitrexed, nolatrexed) - Analoghi delle purine (cladribina, fludarabina, mercaptopurina, clofarabina, nelarabina, pentostatina, tioguanina) - Analoghi delle pirimidine (fluorouracile, tegafur, carmofur, gemcitabina, azacitidina, capecitabina, citarabina, decitabina, floxuridina) |
| Antibiotici citotossici e correlati      | - Antracicline (daunorubicina, doxorubicina, epirubicina, idarubicina, mitoxantrone, valrubicina, aclarubicina, zorubicina, pirarubicina, amrubicina, pixantrone) - Actinomicine (dactinomicina) - Altri (bleomicina, plicamicina, mitomicina, ixabepilone, amsacrina) |
| Antimitotici di origine naturale         | - Alcaloidi della vinca (vinblastina, vincristina, vinorelbina, vindesina, vinflunina, vintafolide) - Alcaloidi del Colchico, derivati della colchicina (demecolcina) - Derivati della combrestatina (combretastatina A-4, ombrabulina) - Stabilizzatori dei microtubuli: taxani (paclitaxel, docetaxel, cabazitaxel) - Inibitori della topoisomerasi I: camptotecine (topotecan, irinotecan) - Inibitori della topoisomerasi II: (etoposide, teniposide) - Alcaloidi di origine marina (trabectedina, lurbinectedina, PM00104) |
| Terapie mirate                           | - Inibitori del recettore tirosin chinasico (RTK) (imatinib, gefitinib, erlotinib, lapatinib, dasatinib, sorafenib, sunitinib, semaxanib, pazopanib, nilotinib, vandetanib, afatinib, bosutinib, vemurafenib, crizotinib, axitinib, ruxolitinib, regorafenib, masitinib, dabrafenib, ponatinib, trametinib) - Anticorpi monoclonali (rituximab, trastuzumab, bevacizumab, cetuximab, panitumumab, alemtuzumab, gemtuzumab ozogamicin, ibritumomab tiuxetan, tositumomab, edrecolomab, catumaxomab, ofatumumab, ipilimumab, brentuximab vedotin, pertuzumab, obinutuzumab) - Inibitori di mTOR (temsirolimus, everolimus, ridaforolimus) - Inibitori del proteasoma (bortezomib, carfilzomib) - Anti-VEGF (aflibercept) - Agonisti del recettore dell'acido retinoico (RAR) (tretinoina, bexarotene) - Tossina legante il recettore di IL2 (denileuchina diftitox)                            |
| Ormoni e antagonisti ormonali            | - Androgeni (fluoximesterone) - Antiandrogeni (bicalutamide, flutamide, nilutamide) - Inibitori dell'aromatasi (amminoglutetimide, anastrozolo, letrozolo, exemestane, vorozolo, fadrozolo) - Corticosteroidi (desametasone, prednisone) - Estrogeni (dietilstilbestrolo, poliestradiolo fosfato, etinilesteadiolo, fosfestrolo, gestonorone) - Antiestrogeni (SERM) (tamoxifene, raloxifene, toremifene, fulvestrant) - Agonisti dell'LHRH (goserelina, leuprolide, triptorelina, buserelina) - Soppressori del rilascio di ormoni proteici (octreotide) - Progestinici (megestrolo acetato, medrossiprogesterone acetato) - Ormoni tiroidei (levotiroxina, liotironina) - Altri antagonisti ormonali (abiraterone) |
| Modificatori biologici di risposta (BRM) | - Interferoni (IFN α-2a, IFN α-2b) - Interleuchine (IL2, oprelvechina, denileuchina diftitox) - Fattori di crescita mieloidi ed eritroidi (eritropoietina, filgrastim, sargramostim) |
| Agenti vari                              | - Soppressori adrenocorticali (mitotane) - Bifosfonati (acido pamidronico, acido zoledronico) - Citoprotettori (amifostina, mesna, dexrazoxane) - Derivati della metilidrazina (procarbazina) - FANS (acido acetilsalicilico, celecoxib) - Agenti fotosensibilizzanti ed usati in radioterapia (porfimer sodico, metilaminolevulinato, acido 5-aminolevulinico, temoporfina, efaproxiral) - Agenti riducenti le piastrine (anagrelide) - Sali (triossido di arsenico) - Derivati dell'urea (N-idrossiurea o idrossicarbamide) - Antagonisti delle poliammine (mitoguazone o MGBG) - Inibitori delle deacetilasi istoniche (vorinostat, panobinostat, romidepsina) - Enzimi (asparaginasi, pegaspargasi) - Terapia genica mediata da adenovirus (sitimagene ceradenovec) - Altri (lonidamina, miltefosina, masoprocol, oblimersen, omacetaxina mapesuccinato, eribulina mesilato, vismodegib) |

### Agenti alchilanti
Gli agenti alchilanti sono composti ad azione antitumorale che agiscono inibendo la replicazione del DNA e, secondariamente, inducendo alterazioni nella trascrizione dell'RNA e il blocco della sintesi proteica. Vengono definiti tali in quanto in grado di inserire gruppi alchilici (CnH2n+1) nelle basi azotate (solitamente in posizione N7 della guanina). Questo processo di alchilazione determina la formazione di legami crociati (cross-link) nella doppia elica: gli addotti così generati sono poi coinvolti in una complessa serie di modificazioni, variabili a seconda del composto utilizzato, che esita in un'inibizione o inaccurata replicazione del DNA stesso. Il meccanismo sopra descritto è alla base degli effetti citotossici, mutageni, teratogeni e carcinogeni propri di questi composti.
Poiché interagiscono con DNA, proteine e RNA preformati, gli alchilanti non sono fase-specifici e almeno alcuni non sono ciclo cellulare-specifici.  Questi composti non sono dunque in grado di discriminare il DNA normale rispetto a quello tumorale e, agendo in maniera aspecifica, sono associati a basso indice terapeutico ed importante rischio di tossicità.  Al di là di ciò, le cellule tumorali risultano comunque tra le più colpite, in quanto l'azione di tali farmaci si esplica su cellule in rapida divisione. Tuttavia  anche le cellule ematopoietiche, riproduttive ed endoteliali si dividono rapidamente e la loro morte determina i più comuni effetti collaterali propri degli agenti alchilanti: anemia, pancitopenia, amenorrea, spermatogenesi alterata, danno della mucosa intestinale, alopecia, e aumento del rischio di malignità.
- Tra le mostarde azotate si annovera la mecloretamina, primo agente alchilante entrato ufficialmente nella terapia antineoplastica negli anni '50[7][8], il cui derivato, l'estramustina è attualmente indicato nel trattamento del carcinoma prostatico avanzato[9]. Il clorambucile è utilizzato nel trattamento di prima linea della leucemia linfatica cronica[10] e in alcuni tipi di linfoma[11], per la spiccata selettività del farmaco verso i tessuti linfoidi e il midollo osseo. La ciclofosfamide è un componente essenziale di combinazioni per il trattamento di alcuni linfomi, di alcune forme di tumore cerebrale, di leucemia[12] e di alcuni tumori solidi[13], in particolare carcinoma ovarico e cancro della mammella (schema CMF: combinazione con metotrexato e 5-fluorouracile). Viene attivata a livello epatico (CYP2B6)[14] e per questo può essere usata in pazienti affetti da insufficienza renale. Il melfalan è invece da lungo tempo tra i farmaci cardine nel trattamento del mieloma multiplo[15][16].
- Il tiotepa fa parte dei derivati dell'etilenimina e viene utilizzato nei regimi di condizionamento pre-trapianto di cellule staminali ematopoietiche in corso di neoplasie ematologiche. È indicato anche nel trattamento palliativo di molte neoplasie solide[17].
- Tra gli alchil sulfonati il busulfan è stato per lungo tempo farmaco d'elezione per il trattamento della leucemia mieloide cronica, ora non più utilizzato dopo l'avvento dell'imatinib[18].
- La dacarbazina e il derivato temozolomide sono composti del triazene. La dacarbazina viene utilizzata nel trattamento del melanoma avanzato[19], nel regime ABVD (doxorubicina, bleomicina, vinblastina, dacarbazina) impiegato nel linfoma di Hodgkin[20] e nel regime AD (doxorubicina, dacarbazina) nel trattamento del sarcoma dei tessuti molli. La temozolomide è invece inserita nelle linee guida per il trattamento di tumori a carico del sistema nervoso centrale, come gliomi e glioblastomi[21].
- Il primo fra i derivati del platino ad essere scoperto fu il cisplatino. Negli anni '60 infatti Barnett Rosenberg osservò che elettrodi di platino immersi in acqua salata inibivano la crescita batterica e fungina[22]. L'applicazione del composto nel tumore del testicolo cambiò radicalmente la storia naturale di tale malattia[23]. I successivi studi hanno portato il ciplatino e i suoi analoghi (in particolare carboplatino e oxaliplatino) ad essere ritenuti tra i più validi agenti antitumorali per un'ampia varietà di neoplasie solide. L'oxaliplatino è infatti inserito nei regimi FOLFOX (acido folinico, 5-fluorouracile, oxaliplatino) e FOLFOXIRI (aggiunta di irinotecan) per il trattamento del carcinoma del colon-retto[24].  Il cisplatino e il carboplatino d'altra parte sono indicati nelle linee guida per il trattamento adiuvante, neoadiuvante e di prima linea metastatica del carcinoma del polmone non a piccole cellule[25] e del carcinoma polmonare a piccole cellule[26]. Allo stesso tempo anche il carcinoma ovarico[27] e il tumore della mammella[28] possono beneficiare di combinazioni contenenti platino per il trattamento primario e per la malattia avanzata. Questi composti manifestano però diversi effetti collaterali quali ototossicità (a volte irreversibile), tossicità renale, tossicità gonadica, e neuropatie. Nei primi tempi dell'utilizzo del cisplatino, prima dell'introduzione di nuovi e più efficaci antiemetici, si riscontravano anche gravi problemi di nausee e vomito.
- Le nitrosuree sono derivati dell'urea modificata con acido nitroso. Le principali sono la carmustina, la lomustina, la nimustina, la tallimustina e la fotemustina. Grazie alla loro liposolubilità, superano facilmente la barriera ematoencefalica e questa caratteristica le rende armi di prima linea nel trattamento dei tumori cerebrali (astrocitomi e glioblastoma multiforme)[29]. Vengono tuttavia utilizzate anche nella terapia del linfoma di Hodgkin[20]. L'utilizzo di tali farmaci è associato ad importanti effetti collaterali a carico di diversi organi e apparati, tra cui tossicità ematologica, epatotossicità[30] e sviluppo tardivo di fibrosi polmonare[31].

### Citotossici
I farmaci citotossici (o citostatici o antiproliferativi) sono una categoria di antineoplastici che agisce interagendo con il DNA bloccandone la duplicazione o con i componenti del DNA impedendone la formazione.
Un prototipo di questa classe è rappresentato dall'idrossiurea (HDU), il derivato N-monoidrossilato di questa semplice molecola organica. Grazie a questa piccola modifica, l'HDU interferisce con l'atomo di ferro dell'enzima ribonucleotide reduttasi (RDPR), necessario alla conversione da ribonucleosidi a desossi-ribonucleosidi, e quindi alla sintesi del DNA. Farmaco analogo, ora abbandonato, era il guanazolo, un derivato del triazolo.
La caracemide, derivato dell'N-acetil-urea ed utilizzata molto poco per l'eccessiva tossicità, agisce invece interferendo con un altro enzima deputato alla sintesi delle purine, la fosforibosil-pirofosfato amino-trasferasi (PRPP-AT), perché avente analogia di struttura con l'amminoacido glutammina. Agenti con meccanismo analogo e cioè con un antagonismo verso la glutammina, erano gli antibiotici azaserina e DON (diazossi-norleucina), utilizzati fino agli anni settanta nella terapia dei sarcomi.
Una categoria diversa di farmaci sviluppati appartenenti ai citotossici sono gli antagonisti del metabolismo delle poliammine, ammine endogene implicate nei processi di proliferazione cellulare. Le più note sono conosciute coi nomi i putrescina, spermina e spermidina. L'unico farmaco ancora utilizzato di questa categoria è il MGBG (metil-gliossale bis-guanilidrazone), un inibitore dell'enzima S-adenosilmetionina (SAM) decarbossilasi, che risulta efficace ed abbastanza ben tollerato. Ma ve ne sono alcune decine di analoghi in sperimentazione, perché dai dati di laboratorio risulta che la loro efficacia sulle cellule maligne è maggiore che sulle cellule normali. Le cellule tumorali, infatti, necessitano di quantità di poliammine molto più alte delle cellule normali, che invece proliferano poco o affatto. Questo garantirebbe una certa selettività di azione ed una minore presenza di effetti collaterali collegati alla chemioterapia con queste sostanze.

#### Antibiotici
Esiste una vasta gamma di antibiotici naturali che possiedono effetti citotossici tali da poterne razionalizzare il loro uso nella terapia anti-tumorale. La loro azione principale è quella di formare legami covalenti con gli acidi nucleici, interferndo con la sintesi del DNA. Alcuni antibiotici tuttavia agiscono con meccanismi molecolari differenti.
Probabilmente, il primo antibiotico antitumorale usato è stato la puromicina. Questo analogo dell'adenina è capace di "ingannare" il sistema dei ribosomi operanti la sintesi proteica cellulare, sostituendosi ad un RNA di trasporto (tRNA) per gli amminoacidi e provocando la terminazione prematura della proteina nascente. Fu però quasi subito abbandonata data l'estrema non-specificità ed alta tossicità sistemica.
Dalla metà degli anni '50 venne introdotta nella chemioterapia l'actinomicina D, isolata dallo Streptomyces griseus e risultata attiva in alcuni sarcomi, nel coriocarcinoma e nei linfomi. Questo antibiotico possiede una certa specificità nei confronti delle regioni del DNA ricche delle basi guanina e citosina e impedisce la genesi dell'RNA messaggero dal filamento corrispondente di DNA.
Verso gli anni '60 venne scoperta l'adriamicina (o doxorubicina) da un altro streptomicete. Oggi l'adriamicina è largamente impiegata nella maggioranza dei carcinomi e sarcomi umani, sia come tale che come derivati (Idarubicina, Daunoblastina, ecc.). Ha lo svantaggio di essere molto tossica per il miocardio (tessuto cardiaco): la sua tossicità è molto veloce e può causare per questo anche la morte del paziente. I derivati menzionati sono sensibilmente migliori e hanno una minore cardiotossicità.
La mitramicina è un antibiotico appartenente al gruppo degli intercalanti del DNA: ha la strana (inspiegata) elettività per il tessuto osseo e le metastasi che vi si localizzano. Oggi è usata raramente.
Le mitomicine sono un piccolo gruppo di antibiotici largamente usate in passato (specie per il carcinoma mammario, gastrico e pancreatico) ma oggi con limitata utilizzazione. Fungono da alchilanti del DNA, con cui formano legami covalenti e ne inducono la rottura.
Si usa ancora la mitomicina C nella chemioterapia del tumore uterino, vescicale e polmonare in combinazione con la radioterapia.
La bleomicina è il membro principale di un gruppo di antibiotici risultati efficaci nei linfomi. Ha praticamente lo stesso meccanismo d'azione delle mitomicine. È l'unico farmaco, a parte i derivati del platino, a mostrare un'alta selettività contro il tumore del testicolo.

#### Agenti antimetaboliti
Gli antimetaboliti agiscono specificamente sui componenti delle basi azotate del DNA. In particolare interferiscono con le reazioni che portano alla formazione dell'anello pirimidinico o di quello purinico.
Gli antimetaboliti possono sia interferire con la formazione di questi componenti, sia sostituirsi ad essi rendendoli antagonisti (o antimetaboliti).
In questo caso, a differenza degli alchilanti, è importante il tempo di esposizione; infatti più esso aumenta e maggiore sarà il numero di molecole che reagiranno.
Riguardo agli analoghi purinici, il primo composto ufficiale di questa classe ad essere impiegato, è stata la 6-mercaptopurina o Purinethol (6-MP), molto efficace nelle leucemie linfatiche infantili. Un suo derivato chiamato azatioprina è ancora oggi usato come immunosoppressore. Dopo vennero la 6-tio-guanina (6-TG) e la 8-aza-guanina (8-AG) anch'esse impiegate nelle leucemie ma oggi abbandonate.
Da circa sei anni sono stati introdotti altri antagonisti delle purine nella lotta soprattutto alle emopatie e mielopatie maligne:
- la cladribina, derivato della 2-cloro-purina efficace nelle leucemie croniche;
- la deossi-coformicina, farmaco elettivo per la leucemia a cellule capellute in combinazione con l'interferone-gamma;
- la lofarabina, derivato fluorurato della cladribina e in sperimentazione per i linfomi;
- la elarabina che incomincia ad essere impiegata nelle leucemie acute al posto della 6-TG

Gli analoghi pirimidinici hanno fatto la loro entrata con il fluoro-uracile(5-FU), ancora oggi attivamente impiegato nel carcinoma mammario, nel carcinoma gastrico ed in quello colo-rettale, in associazione con altri farmaci. Successivamente vennero introdotti la -fluoro-deossiuridina e la 5-bromouridina. Le leucemie ed i linfomi non-Hodgkin beneficiarono agli inizi degli anni '80 con la scoperta della citarabina (o citosina arabinoside), un antagonista della DNA polimerasi-α e perciò inibitore della replicazione del DNA. Esistono oggi dei derivati migliorati di questi farmaci (fludarabina, gemcitabina e capecitabina) con relativa minore tossicità sistemica e superiore efficacia.
Un salto significativo venne con l'introduzione degli antagonisti dell'acido folico. Quando si scoprì che questa vitamina ubiquitaria è necessaria in alcuni passi della sintesi del DNA, i ricercatori intuirono subito il potenziale dei suoi antagonisti. Furono sintetizzati così l'aminopterina ed il metotrexato, risultati molto efficaci nelle leucemie acute infantili, nei linfomi, nel corioncarcinoma e nell'osteosarcoma.
Sin dagli anni '80, sono stati sintetizzati decine di analoghi, solo alcuni dei quali sono stati sperimentati e mostrano un profilo farmacologico e di efficacia assai superiore a quello dei loro "predecessori". Oggi sono già sotto sperimentazione clinica il pemetrexed sale di sodio, che sembra risultare molto promettente e superiore al metotrexato, e derivati quali il raltitrexed, il plevitrexed ed il nolatrexed.

### Ormoni
Gli ormoni vengono utilizzati in particolare per le neoplasie agli organi più sensibili ad essi, come la mammella nella donna e la prostata nell'uomo, soprattutto in seguito all'intervento chirurgico per eliminare eventuali cellule rimaste ed evitare la formazione di metastasi.
Poiché questi organi si sviluppano rispettivamente grazie agli ormoni estrogeni e testosterone, quando nell'organo si forma un tumore anch'esso è sottoposto all'influenza (e quindi allo sviluppo) da parte degli ormoni.
La terapia ormonale consisteva inizialmente nel somministrare testosterone alle donne con cancro alla mammella.
Attualmente la terapia si basa principalmente su anti-estrogeni (es. tamoxifene e raloxifene) nel caso della donna.
Un grande salto di qualità è stato fatto con la scoperta degli inibitori dell'aromatasi, l'enzima che partendo dal testosterone opera la sintesi di estradiolo. Il primo scoperto fu l'amino-glutetimide, che però opera un'inibizione non-selettiva anche di tutte le vie che portano all sintesi di androgeni e glucocorticoidi. Molto migliore come selettività sono risultati il vorozolo, il fadrozolo, l'exemestano e l'anastrozolo, selettivo per l'aromatasi ed oggi usato assieme ad altri farmaci nella terapia dei carcinomi ormono-sensibili.
Nelle donne in menopausa, alte dosi di estrogeni hanno invece effetti maggiori del testosterone.
La terapia ormonale è usata anche per trattare neoplasie all'endometrio (utero), leucemie e linfomi. Sin dalla sua introduzione nella storia della chemioterapia, il farmaco di maggiore impiego per trattare queste forme è stato il prednisone, seguito dal metil-prednisolone, associato sempre ad alchilanti o antimitotici.

### Antimitotici
I farmaci antimitotici, come dice il nome stesso, impediscono la mitosi cioè la riproduzione cellulare.
Il primo antimitotico impiegato è stato la colchicina, alcaloide estratto dal Colchicum autumnale (o "freddolina"). È molto attiva ed agisce impedendo la polimerizzazione del sistema cellulare dei microtubuli, usato dalla cellula per il trasporto metabolico e la creazione del fuso mitotico, necessario alla divisione cellulare. Oggi è del tutto abbandonata.
Dopo fu il turno della podofillina, isolata dal Podophyllum peltatum (una pianta usata dagli indiani d'America per curare i condilomi cutanei) e dotata di buona attività verso gli epiteliomi ed i sarcomi. Data la sua tossicità generalizzata, ne sono stati preparati dei derivati con maggiore selettività e minori effetti collaterali: l'etoposide o VP16 ed il teniposide o VM26. Sono tutt'oggi impiegati in schemi polichemioterapici per linfomi e molti tipi di carcinoma.
Una molecola con attività simile alla colchicina ed alla podofillina è la combretastatina, isolata dalla pianta africana Combretum caffrum. Sono stati eseguiti molti esperimenti su questa molecola per migliorarne la biodisponibiltà, che è stata ottimizzata sintetizzando il suo derivato fosforico (combretastatin-3'-fosfato) molto più solubile della molecola originale. È attiva nei tumori gastrointestinali e polmonari ad elevata vascolarizzazione.
Una categoria di antimitotici che agisce sui microtubuli è quella degli alcaloidi della Vinca rosea, composti chimici di un certo peso molecolare ed oggi usati praticamente in ogni tipo di carcinoma, sarcoma e malattie linfoproliferative. Il primo alcaloide ad essere usato fu la vinblastina; poi seguirono la vincristina e la vinorelbine; l'ultima molecola attiva ad essere stata scoperta, appartenente a questa classe di antineoplastici, è la vinflunina.
Un'analoga classe di antimitotici, i taxani, sono degli alcalodi isolati dal Taxus canadensis ed agiscono in modo esattamente opposto alla colchicina: "congelano", cioè, i microtubuli impedendone il loro ricambio e movimento dentro la cellula. Il primo ad entrare in terapia fu il paclitaxel, risultato molto attivo i vari carcinomi e sarcomi, seguito dal docetaxel, che ha una farmacocinetica e biodisponibilità migliori.
Tutti i farmaci suddetti che bersagliano il sistema dei microtubuli hanno nello specifico l'effetto collaterale della neuropatia, specie periferica, dato che possono interferire con il trasporto di proteine lungo gli assoni nervosi.

## Effetti collaterali
Gli effetti collaterali della chemioterapia sono causati dal fatto che i farmaci chemioterapici, che eliminano le cellule tumorali o inibiscono la loro capacità di moltiplicarsi e di diffondersi, distruggono anche alcune cellule sane come le cellule del sangue, dei follicoli piliferi, del cavo orale, dello stomaco, dell'intestino e quelle degli organi riproduttivi. In questi casi si possono verificare:
- un senso di stanchezza che aumenta con il prolungarsi del trattamento;
- nausea e vomito che si curano con farmaci antiemetici somministrati sia durante la chemioterapia che dopo;
- ulcere nel cavo orale che scompaiono dopo il trattamento;
- caduta dei capelli, dei peli, di ciglia e sopracciglia che ricominciano a crescere dopo qualche tempo dalla fine del trattamento;
- infezioni per la diminuzione dei globuli bianchi;
- anemia per la riduzione dei globuli rossi;
- sanguinamenti delle mucose per la diminuzione delle piastrine
- sessualità compromessa dallo stato di malattia ma recuperabile con sostegno psicologico.
- infertilità. Importante praticare la contraccezione durante il trattamento che potrebbe causare malformazioni del feto.

Gli effetti collaterali vengono attenuati rispetto al passato poiché si raggiunge lo stesso risultato terapeutico con dosi minori o con la sostituzione dei farmaci più tossici con nuove sostanze più tollerate.
L'intensità degli effetti collaterali varia dalla costituzione fisica particolare di ogni individuo e può essere ridotta o annullata tramite farmaci specifici. La durata degli effetti indesiderati è di solito breve o collegata al tempo in cui avviene il trattamento.

### Effetti collaterali a lungo termine
«Quando la chemioterapia colpisce alcuni organi, come quelli riproduttori, oppure i reni, il cuore o il fegato, i danni arrecati possono essere permanenti».

## Resistenza
Parlando della resistenza agli agenti antineoplastici è necessario distinguere tra resistenza osservata in vitro e resistenza in vivo al trattamento.
In vivo, infatti, la resistenza si instaura anche in base a fattori anatomo-fisiologici, ad esempio nel caso in cui un determinato farmaco non sia in grado di raggiungere concentrazioni citotossiche per un periodo adeguato di tempo. Questa situazione si verifica quando le cellule neoplastiche sono confinate in organi difficilmente accessibili dai farmaci, i cosiddetti santuari (ad esempio il sistema nervoso centrale, per la presenza della barriera emato-encefalica, e il testicolo, a causa della barriera emato-testicolare). A questo meccanismo possono aggiungersi errori nello schema terapeutico, che prevedono una dose troppo bassa o che si mantiene su livelli adeguati solo per un periodo limitato di tempo.
La farmacoresistenza può essere indotta anche da cause relative alla fisiologia peculiare della massa tumorale: ad esempio un eccessivo volume della neoplasia determina nell'ambito della stessa la formazione di estese aree ischemiche, che rendono difficile sia il trasporto del farmaco, sia quello dell'ossigeno nelle vicinanze delle cellule cancerose. Alcuni antineoplastici provocano la morte cellulare tramite la formazione di reattivi dell'ossigeno: si comprende quindi come la mancanza dell'ossigeno comporti necessariamente una riduzione dell'attività. Inoltre la presenza di una estesa area ischemica comporta la selezione di cellule con mutazioni di P53 che, essendo incapaci di iniziare l'apoptosi, sono anche resistenti a molti farmaci.
Vi sono poi ulteriori fattori, propri della cellula neoplastica, che si oppongono all'azione dei farmaci antineoplastici. Tali fattori sono responsabili della resistenza intrinseca, la resistenza cioè che si sviluppa durante la prima somministrazione del farmaco (un esempio tipico di questo è la MultiDrug Resistance), oppure della resistenza acquisita o secondaria, che si verifica in tumori precedentemente sensibili ad una data molecola in corso di progressione o recidiva di malattia.

### Meccanismi di resistenza intrinseca
- Diminuzione del trasporto intracellulare: la concentrazione intracellulare di un determinato farmaco antineoplastico può essere ridotta a causa di un alterato legame con una proteina di trasporto. Questo meccanismo è stato chiamato in causa nel caso del metotrexato: la resistenza è determinata da una mutazione a carico della proteina legante i folati.
- Aumentato trasporto extracellulare del farmaco: tale meccanismo è stato descritto per molti farmaci di origine naturale, detti anche xenobiotici, come alcaloidi della vinca, epipodofillotossine ed antracicline. L'aumentato efflusso è dovuto all'espressione di proteine specifiche, come la P-glicoproteina (P-gP) e la MultiDrug Resistance-associated Protein 1 (MRP-1), che hanno la funzione di estrudere gli xenobiotici dall'interno della cellula. Questo meccanismo è alla base del fenomeno della MultiDrug Resistance (MDR), cioè della contemporanea resistenza verso farmaci antineoplastici con diversa struttura e diversa modalità d'azione.
- Diminuzione dell'attivazione del farmaco: questo meccanismo interessa farmaci quali l'ARA-C (citosina arabinoside) che per il loro funzionamento richiedono un'attivazione enzimatica. Le cellule sono resistenti ad ARA-C perché povere in chinasi e fosforibosil-transferasi (enzimi necessari per l'attivazione intracellulare del farmaco).
- Aumento dell'inattivazione del farmaco

## Critiche della medicina alternativa

### Teorie del complotto
Nell'ambito delle medicine alternative, i sostenitori di terapie non convenzionali hanno spesso diffuso, senza alcun fondamento scientifico, affermazioni errate o imprecise sull'efficacia clinica e la sicurezza delle chemioterapie oncologiche. In particolare si afferma che sarebbero in atto strategie speculative nel mantenere ingiustificatamente alto il prezzo dei farmaci antitumorali. In realtà l'identificazione, lo sviluppo e la registrazione di un farmaco richiede indubbiamente un investimento molto rilevante.

### Efficacia delle cure
Una delle leggende urbane più diffuse afferma che la chemioterapia sarebbe efficace solo nel 2% dei pazienti trattati. In realtà, lo studio cui viene associata spesso tale asserzione non è uno studio medico ma economico, il cui fine era cercare di stabilire non tanto l'efficacia quanto l'economicità della chemioterapia, e che si basava su alcune statistiche di sopravvivenza del 1998.
Le reali statistiche di sopravvivenza sono infatti ben diverse, ad esempio oggettivando più dell'80% di donne guarite dal cancro mammario, del 50% di guarigioni in tumori "difficili" come quello gastrico o del 90% di guarigioni dalla leucemia. D'altronde è indicato anche all'inizio della pubblicazione in questione che la sopravvivenza totale per i tumori in Australia (la nazione che era stata presa in esame dalla ricerca) è di oltre il 60%. Lo studio infatti non afferma che la chemioterapia sia efficace solo nel 2% dei casi, ma che di tutti i pazienti con tumore (compresi quelli che avevano tumori per i quali la chemioterapia non è utilizzata) il 2% aveva ricevuto benefici imputabili esclusivamente alla chemioterapia isolata, mentre nel gran numero di restanti casi ad esito positivi i benefici erano dovuti all'uso sinergico di chemioterapia, radioterapia e chirurgia oncologica, combinazione utilizzata nella maggioranza dei tumori, oppure delle sole radioterapia e chirurgia. Nello studio inoltre erano esclusi i tumori che hanno come terapia di prima scelta la chemioterapia (come le leucemie). La percentuale del 2%, infine, è una media matematica dei risultati ottenuti nei vari tipi di tumore senza differenziarne la sede. Com'è noto, esistono tumori con buona possibilità di cura ed altri con scarso esito, e questo è ben indicato nello studio (come nel caso, rispettivamente, dei tumori al testicolo che in genere rispondono bene ai trattamenti chemioterapici con un contributo della chemio del 41%, e di quelli dello stomaco che al contrario hanno un trattamento prevalentemente chirurgico, di cui quindi solo il 0,7% degli esiti positivi è attribuibile alla chemioterapia senza intervento chirurgico, mentre con la chirurgia la percentuale sale significativamente).

### Eticità delle terapie sperimentali
Nello stesso ambito "alternativo", un'altra diffusa leggenda urbana consiste nella citazione impropria di un vecchio studio sociologico del 1986, che aveva l'obiettivo di valutare l'eticità della somministrazione a pazienti di terapie sperimentali. I sostenitori delle medicine alternative sostengono che dai risultati di questo studio si evincerebbe che solo il 5% dei medici utilizzerebbe la chemioterapia per sé stesso. 
Nello studio tuttavia, ad un campione ridotto di medici (118, di cui solo 79 risposero, e di specialità differenti), veniva somministrato un questionario che ipotizzava una serie di scenari clinici diversi, e proponeva diverse terapie tra cui scegliere per lo specifico problema considerato. Il 5% citato è riferito ad uno scenario in cui si ipotizzava una diagnosi di adenocarcinoma del lobo superiore destro del bronco senza metastasi, proponendo la scelta tra radioterapia, nessuna operazione immediata e chemioterapia. La maggior parte dei medici interrogati (61%) avrebbe scelto la radioterapia, che infatti per il tipo di tumore considerato è il trattamento più efficace: la forma di chemioterapia prevista dallo scenario era infatti considerata sperimentale.
Lo studio infatti non era relativo alla "preferenza per la chemioterapia" in quanto tale, ma intendeva invece valutare solo quanto fosse accettabile, in generale, proporre terapie sperimentali senza conoscerne l'efficacia per una specifica patologia. Il risultato del 5% riportato da molte fonti complottistiche dunque ha un significato completamente diverso da quello che gli viene artificiosamente ed erroneamente attribuito: è infatti ovvio che i medici interpellati abbiano considerato non accettabile la proposta (in generale) di effettuare una terapia sperimentale (che, nel caso specifico, era la chemioterapia dell'epoca per quel ben specifico tipo di tumore), al posto di una terapia all'epoca già comprovata (la radioterapia per quel tumore), scelta che rappresentava l'unico scopo dello studio. Viene inoltre rilevato che, essendo stato effettuato nel 1986, lo studio si riferiva comunque a terapie ormai superate.